# 里茲尼科韋
50°18′39″N 37°25′0″E / 50.31083°N 37.41667°E
里茲尼科韋（烏克蘭語：Різникове）是位於烏克蘭東部的村莊，由哈爾科夫州丘胡伊夫区的沃夫昌斯克市鎮負責管轄。該村始建於1695年，面積0.735平方公里，海拔高度186米，2001年人口330。